# Districte de Burhanpur
El districte de Burhanpur és una divisió administrativa de Madhya Pradesh a l'Índia a la divisió d'Indore. La capital és Burhanpur. El riu principal és el Tapti.
El districte fou creat el 15 d'agost de 2003 segregat del districte de Khandwa.
Està dividit en tres tehsils:
- Nepanagar
- Burhanpur
- Khaknar

I dos blocks
- Burhanpur
- Khaknar